# 米柳山 (阿普里馬克大區)
14°34′58″S 72°31′12″W / 14.58278°S 72.52000°W
米柳山（Millu），是秘魯的山峰，位於該國南部阿普里馬克大區的安塔班巴省，屬於安第斯山脈的一部分，處於普卡奧爾科山西南面，海拔高度5,100米。